# Episodi di King (seconda stagione)
Gli episodi della seconda stagione della serie televisiva King sono stati trasmessi dal 29 febbraio al 25 maggio 2012 dall'emittente televisiva canadese Showcase. La stagione è stata trasmessa in Italia dal 1º ottobre 24 dicembre 2012 dall'emittente televisiva Fox Life.
| nº | nº stag. | Titolo italiano         | Titolo originale        | Prima TV Canada  | Prima TV Italia  |
| -- | -------- | ----------------------- | ----------------------- | ---------------- | ---------------- |
| 9  | 1        | Alina Minkute           | Alina Minkute           | 29 febbraio 2012 | 1º ottobre 2012  |
| 10 | 2        | Josh Simpson            | Josh Simpson            | 7 marzo 2012     | 8 ottobre 2012   |
| 11 | 3        | Jamila Karan            | Jamila Karan            | 14 marzo 2012    | 15 ottobre 2012  |
| 12 | 4        | Charlene Francis        | Charlene Francis        | 21 marzo 2012    | 22 ottobre 2012  |
| 13 | 5        | Sunil Sharma            | Sunil Sharma            | 28 marzo 2012    | 29 ottobre 2012  |
| 14 | 6        | Freddy Boise            | Freddy Boise            | 4 aprile 2012    | 5 novembre 2012  |
| 15 | 7        | Ben Cooper              | Jared and Stacey Cooper | 13 aprile 2012   | 12 novembre 2012 |
| 16 | 8        | Isabelle Toomey         | Isabelle Toomey         | 20 aprile 2012   | 19 novembre 2012 |
| 17 | 9        | Chris Harris            | Chris Harris            | 27 aprile 2012   | 26 novembre 2012 |
| 18 | 10       | Alicia Pratta           | Alicia Pratta           | 4 maggio 2012    | 3 dicembre 2012  |
| 19 | 11       | Justice Calvin Faulkner | Justice Calvin Faulkner | 11 maggio 2012   | 10 dicembre 2012 |
| 20 | 12       | Aurora O'Donnell        | Aurora O'Donnell        | 18 maggio 2012   | 17 dicembre 2012 |
| 21 | 13       | Wendy Stetler           | Wendy Stetler           | 25 maggio 2012   | 24 dicembre 2012 |